# Зволле (Гелдерланд)
Зволле (нід. Zwolle) — селище в нідерландській провінції Гелдерланд. Входить до муніципалітету Ост-Гелре.
Його площа становить 0,05км², а населення станом на 2021 рік складало 80 осіб.
Перша згадка про населений пункт датується 1234-им роком.

## Галерея

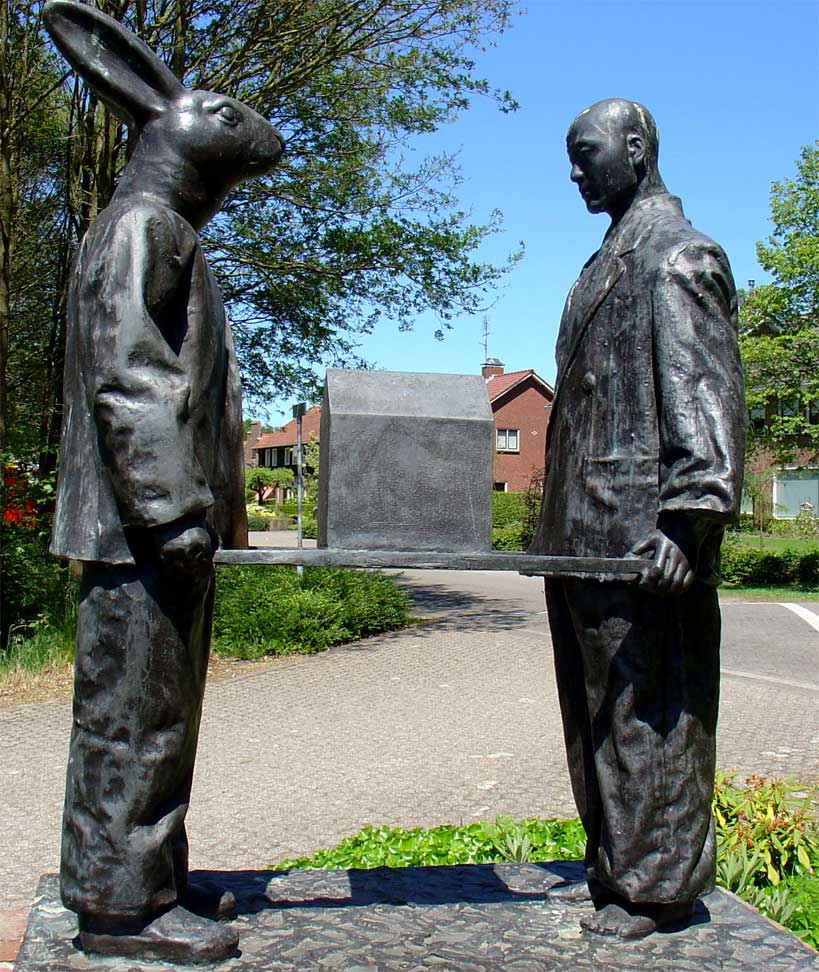
Статуя у селищі